# Marie Montpetit
Marie Montpetit, née le 6 août 1979 à Sainte-Marthe, est une gestionnaire et femme politique québécoise.
Elle est députée de la circonscription montréalaise de Maurice-Richard (anciennement Crémazie) à l'Assemblée nationale du Québec, élue sous la bannière du Parti libéral du Québec de 2014 à 2021, puis siégeant comme député indépendante de 2021 à 2022.
Elle est ministre de la Culture et des Communications du Québec et ministre responsable de la Protection et de la Promotion de la langue française de 2017 à 2018. Durant son mandat, elle pilote notamment l'adoption de la deuxième politique culturelle de l'histoire du Québec.
Depuis mai 2024, elle est la présidente-directrice générale de la Fédération des cégeps, devenant la première femme à occuper ce poste.

## Formation académique
Elle est titulaire d’un baccalauréat en psychologie de l'Université de Montréal, d'un certificat en ressources humaines et d'un diplôme d'études supérieures en gestion de HEC Montréal, ainsi que d'une maîtrise en sciences de l'environnement de l'Université du Québec à Montréal. Elle détient également un certificat de l'école de santé publique de l'université Harvard portant sur les effets des changements climatiques sur la santé.
Elle détient également une formation musicale complète : elle est diplômée en piano, en histoire de la musique et en opéra,.

## Parcours professionnel
Marie Montpetit travaille pendant une quinzaine d'années dans le milieu de la santé notamment comme experte en politiques de santé et en organisation des soins de santé à la Fédération des médecins résidents du Québec et au ministère de la Santé et des Services sociaux. Elle œuvre également comme gestionnaire de projets et chercheuse en soins de longue durée au Centre d'épidémiologie clinique et de recherche en santé publique de l’Hôpital général juif de Montréal, ainsi qu'à l’Institut de recherches médicales Lady Davis.
Impliquée au sein du Parti libéral du Québec, Marie Montpetit se porte candidate sous la bannière du parti dans la circonscription de Crémazie à l'élection générale de 2014 et est élue le 7 avril 2014 à l'Assemblée nationale du Québec.
Le 23 avril 2014, elle est nommée adjointe parlementaire de la ministre à la Réadaptation, à la Protection de la jeunesse et à la Santé publique, puis adjointe parlementaire du ministre de la Santé et des Services sociaux.
À la suite d’un important remaniement du gouvernement, elle est devient, le 11 octobre 2017, ministre de la Culture et des Communications et ministre responsable de la Protection et de la Promotion de la langue française. À 38 ans, elle devient alors la plus jeune femme ministre du gouvernement de Philippe Couillard. Durant son mandat de ministre, elle publie notamment la 2e politique culturelle du Québec.
Réélue lors des élections générales de 2018, dans la circonscription désormais renommée Maurice-Richard, elle est nommée porte-parole de l’opposition officielle en matière d’environnement et de lutte contre les changements climatiques et porte-parole en matière d’agriculture, d'énergie et de ressources naturelles.
En juin 2020, en pleine pandémie de Covid-19, on lui confie les responsabilités de porte-parole de l’opposition officielle en matière de santé,. Le 31 mars 2021, elle est nommée vice-présidente de la Commission spéciale sur l’évolution de la Loi concernant les soins de fin de vie créée afin d'étudier les enjeux reliés à l'élargissement de l'aide médicale à mourir pour les personnes en situation d'inaptitude et les personnes souffrant de problèmes de santé mentale.
Le 24 mai 2022, elle annonce qu'elle ne sollicitera pas un troisième mandat aux élections générales québécoises de 2022.
De 2022 à 2024, elle est analyste politique dans les médias, notamment à TVA, LCN, 99,5 FM et CPAC (Cable Public Affairs Channel).
Le 30 mai 2024, Marie Montpetit est nommée présidente-directrice générale de la Fédération des cégeps, devenant devient ainsi la première femme à la tête de l'organisation,.

## Réalisations

### Modernisation et réforme du statut juridique du journal La Presse[15]
En 2018, alors ministre de la Culture et des Communications, Marie Montpetit dépose le projet de loi n° 400 afin de permettre à La Presse de se transformer en organisme sans but lucratif indépendant de Power Corporation. Pour ce faire, il est nécessaire d’abroger une loi privée adoptée en 1967, qui oblige l’entreprise à obtenir l’autorisation de l’Assemblée nationale pour tout changement de contrôle ou cession d’actifs.
Marie Montpetit soutient que ce cadre législatif place La Presse dans une forme de tutelle gouvernementale incompatible avec l’indépendance de la presse. Elle défend le projet de loi au nom de la liberté de gestion des médias, de l’équité entre les entreprises de presse et de l’importance d’assurer la pérennité d’un média d’information. Elle déclare : « Il n’appartient pas aux parlementaires de s’immiscer dans un média, ni dans son contenu, ni dans sa structure. Nous devons être guidés par des principes fondamentaux : la séparation entre le politique et les médias, et l’équité entre les différents médias. »
Lors des consultations en commission parlementaire, tant la direction que les syndicats de La Presse appuient le projet de loi. Ils font valoir que la chute importante des revenus publicitaires, désormais accaparés à 80 % par Google et Facebook, rend nécessaire une révision du modèle d’affaires. La transformation en OBNL permettrait notamment à l’entreprise d’accéder à de nouveaux leviers financiers.
Le projet de loi est adopté en juin 2018, mettant fin à un encadrement législatif vieux de plus de 50 ans.
À la suite de son adoption, le président de La Presse, Pierre-Elliott Levasseur, déclare : « Il s’agit d’une très bonne nouvelle, car cette décision nous permet d’aller de l’avant avec le changement de structure de l’entreprise, une étape cruciale de notre plan stratégique qui vise à assurer la pérennité de La Presse.»

### Honorer Maurice Richard en renommant le nom d'une circonscription
Le 15 septembre 2016, Marie Montpetit propose à la Commission de la représentation électorale que la circonscription de Crémazie soit renommer Maurice Richard, afin de souligner la contribution historique du célèbre hockeyeur québécois.
Elle affirme : « Maurice Richard, en plus d’avoir été un grand joueur de hockey, a insufflé un sentiment de fierté à l’ensemble de la nation québécoise à un moment critique de notre histoire, ce qui fait de lui l’un des grands bâtisseurs du Québec moderne et une inspiration pour plusieurs générations. Son influence sur le quartier, où il a passé la majeure partie de sa vie et où il s’est impliqué pendant plus de 50 ans, est indéniable. Selon la Commission de la toponymie, aucun lieu significatif ne porte son nom au Québec. Maurice Richard  doit avoir la place d’honneur qu’il mérite à la hauteur de l'influence qu'il a eue et ainsi s'assurer que jamais ne soit oublié ce qu'il a représenté pour le Québec.»
Le 2 mars 2017, la Commission de la représentation électorale accepte la proposition de la députée. Le Directeur général des élections du Québec indique: 
« La désignation toponymique commémorative d’un lieu doit présenter une relation significative avec celui-ci. Dans ce cas-ci, Maurice Richard a habité ce territoire pendant une cinquantaine d’années. Au-delà de ses exploits à titre de hockeyeur, il y est reconnu pour son implication communautaire, notamment au regard du sport amateur, et il a été un personnage marquant pour l’ensemble des Québécois. ».

### Instauration de la gratuité des musées
En juin 2018, dans une volonté de démocratiser l'accès à la culture, la ministre Marie Montpetit annonce que l'entrée sera gratuite, le premier dimanche de chaque mois, dans plus d'une centaine de musées du Québec, et ce, dans toutes les régions,.

### Dévoilement de la2epolitique culturelle du Québec
Le 12 juin 2018, la ministre Marie Montpetit dévoile la 2e politique culturelle du Québec, 25 ans après la première version adoptée en 1992. L'annonce est faite aux côtés du premier ministre du Québec Philippe Couillard et de Liza Frulla, ex-ministre de la Culture du Québec et mère de la première politique culturelle .
Très attendue par le milieu culturel, la nouvelle politique culturelle du Québec est chaudement accueillie,,, et s'accompagne d'une annonce de plus d’un demi-milliard de dollars consacrés à sa mise en oeuvre, ainsi que d'une bonification du budget du ministère de la Culture et des Communications,.
Parmi les mesures annoncés figurent notamment, :
- Investissements pour la promotion et la valorisation de la langue française;
- Mesures pour améliorer les conditions socio-économiques des artistes professionnels et des travailleuses et travailleurs culturels;
- 168,9M$ pour soutenir la création (hausse du financement du Conseil des arts et des lettres du Québec et de la Société de développement des entreprises culturelles du Québec (SODEC));

- 113M$ pour accroître l'accès des jeunes à la culture, notamment par des sorties culturelles et l'ajout d'activités culturelles dans les écoles, les CPE et des garderies subventionnées; Mise en place d'une nouvelle alliance entre la culture, l'éducation et la famille (ajout des CPE et des garderies subventionnée à l'alliance);

- Gratuité d'entrées dans les musées le premier dimanche du mois;

- Assujettissement à la TVQ des produits culturels numériques offerts par les grandes plateformes (Netflix, Spotify, Apple, etc.);
- Révision des deux lois sur le statut de l'artiste et de la Loi sur la SODEC;
- Création d'une stratégie architecturale du Québec;
- Investissement de 42M$ réservés à des projets d’infrastructures culturelles, notamment pour l'agrandissement du Musée d’art contemporain de Montréal et le Musée national des beaux-arts du Québec;
- 35,5M$ dans le Fonds du patrimoine culturel québécois;
- 25M$ consacrés à la préservation du patrimoine religieux.

### Mise sur pied de ressources pour artistes et travailleurs culturels victimes de harcèlement sexuel ou psychologique
En octobre 2017, au même moment que l'arrivée en poste de la ministre de la Culture et des Communications Marie Montpetit, le Québec est secoué par une importante vague de dénonciations d’agressions sexuelles et de harcèlement qui touche notamment le milieu culturel (#Moiaussi)
Elle réunit alors les partenaires syndicaux et patronaux du milieu culturel et travaille avec les représentants des 44 associations et regroupements professionnels du Québec à la mise sur pied de différentes initiatives pour contrer les agressions sexuelles et le harcèlement dans le milieu.
Ces travaux mènent à la mise sur pied de l’Aparté, un centre de ressources juridiques indépendant, confidentiel et gratuit, destiné aux artistes et aux travailleurs culturels victimes de harcèlement. Une enveloppe de 900 000 $ est allouée pour souvenir les différentes mesures,.

### Reconnaissance patrimoniale et valorisation du Sault-au-Récollet (Ahuntsic)
Le 21 juin 2018, la ministre Montpetit désigne le cœur historique du Sault-au-Récollet, dans Ahuntsic, comme lieu historique en vertu de la Loi sur le patrimoine culturel.
D’abord fréquenté par les Autochtones, il est l’un des premiers emplacements de l’île de Montréal à avoir été visité par les explorateurs et les missionnaires français. Il conserve toujours à ce jour de nombreuses traces de l’histoire du quartier d’Ahuntsic, notamment la plus ancienne église de l’ile de Montréal, l’église de la visitation.
Marie Montpetit fait également classer le site archéologique de Fort-Lorette, lié à une mission sulpicienne du XVIIe siècle, pour assurer sa protection et sa mise en valeur.
Elle soutient par ailleurs les travaux de restauration de l’église de la Visitation de la Bienheureuse-Vierge-Marie, la plus ancienne église de Montréal, classée site historique au répertoire du patrimoine culturel du Québec et considérée comme un trésor patrimonial. Le projet reçoit un prix d’excellence du Conseil du patrimoine religieux du Québec en 2018.

## Résultats électoraux
|                                                                                               | Nom                        | Parti               | Nombre de voix | %      | Maj. |
| --------------------------------------------------------------------------------------------- | -------------------------- | ------------------- | -------------- | ------ | ---- |
|                                                                                               | Marie Montpetit (sortante) | Libéral             | 9 459          | 29,5 % | 530  |
|                                                                                               | Raphaël Rebelo             | Québec solidaire    | 8 929          | 27,9 % | -    |
|                                                                                               | Manon Gauthier             | Coalition avenir    | 6 330          | 19,8 % | -    |
|                                                                                               | Frédéric Lapointe          | Parti québécois     | 6 131          | 19,1 % | -    |
|                                                                                               | Gilles Fournelle           | Vert                | 602            | 1,9 %  | -    |
|                                                                                               | Jean Rémillard             | NPD Québec          | 216            | 0,7 %  | -    |
|                                                                                               | Manon Dupuis               | Parti nul           | 214            | 0,7 %  | -    |
|                                                                                               | Morgan Ali                 | Bloc pot            | 90             | 0,3 %  | -    |
|                                                                                               | Daniel St-Hilaire          | Citoyens au pouvoir | 77             | 0,2 %  | -    |
| Total                                                                                         | Total                      | Total               | 32 048         | 100 %  |      |
| Le taux de participation lors de l'élection était de 68,6 % et 486 bulletins ont été rejetés. |                            |                     |                |        |      |

|                                                                                             | Nom                         | Parti            | Nombre de voix | %      | Maj.  |
| ------------------------------------------------------------------------------------------- | --------------------------- | ---------------- | -------------- | ------ | ----- |
|                                                                                             | Marie Montpetit             | Libéral          | 13 440         | 39 %   | 2 548 |
|                                                                                             | Diane De Courcy (sortante)  | Parti québécois  | 10 892         | 31,6 % | -     |
|                                                                                             | Sylvain Bessette            | Coalition avenir | 4 731          | 13,7 % | -     |
|                                                                                             | André Frappier              | Québec solidaire | 4 726          | 13,7 % | -     |
|                                                                                             | Virginia Leurent-Bonnevie   | Vert             | 448            | 1,3 %  | -     |
|                                                                                             | Gabrielle Ladouceur-Despins | Option nationale | 227            | 0,7 %  | -     |
| Total                                                                                       | Total                       | Total            | 34 464         | 100 %  |       |
| Le taux de participation lors de l'élection était de 75 % et 485 bulletins ont été rejetés. |                             |                  |                |        |       |